# گل حکمت
گل حکمت (به انگلیسی: Refractory cement) از ترکیباتی است که در آن از مواد معدنی و حیوانی استفاده شده و اقسام زیادی دارد که برای چسبانیدن ظروف شیشه‌ای، که با در مقابل آتش قرار گرفتن از همدیگر جدا نشود، ترتیب داده شده‌است. ضماد آن برای شکستکی اعضاء و تقویت استخوان و عصب مؤثر است.

## انواع
گل حکمت، عبارت است از مخلوط گِل کوزه‌گری خالص که با آب خمیر شده باشد، تا خوب چسبنده شود با هم وزنش سرگین (پِهِن) بیخته و موی حیوانی ریز ریز شده که برای هر رطل آن یک کف دست نمک به آن افزوده باشند. برای سخت‌تر آن باید کوزه شکسته (حذف) را چون سرمه نرم کوبیده، و به آن بیفزایند؛ ولی گل اول نیز به تنهایی کافی است. این گل را باید ورز داد تا چون موم نرم شود. یک ورقه از این گل بر روی صفحه‌ای مسطح بگستر و زیر آن کمی خاکستر بریز، تا بهتر از صفحه جدا شود. سپس ... .
در تحفه حکیم مومن در قسم اول از دستورها ذیل عنوان صاروج الحکمت چنین ذکر شده‌است:
صاروج الحکمه جهت شد وصل و غیره بغایت مستحکم است و مولف کتاب هیگل که حاکم بأمرالله (۹۸۵-۱۰۲۱) باشد مستحکم ترین چیزها دانسته است. خبث الحدید و کچ را بالمناصفه با خون گوسفند سرشته استعمال نمایند و حقیر بجای خون گوسفند سفیده تخم مرغ و گاهی آب سریش کرده و گاهی شیر و بغایت مستحکم مشاهده شده است؛ و در شد وصل قدحین و قرع و انبیق نمک مسحوق با سفیده تخم مرغ و گچ بیخته با آب سریش و بدستور با سفیده تخم مرغ بسیار آزموده است و بدستور آهک آب ندیده با زرده تخم مرغ مستحکم ترین اشیاء است. خصوصاً چون آهک را با قدری پنبه کهنه نرم گوبیده باشند و بجای سفیده تخم مرغ و زرده او شیر در  جمیع مذکورات بدل می‌شود و سریشم پنیر در اتصال چینی شکسته و غیر مکسوره از احجار و زجاج و غیرهما بمرتبه‌ای است که هر گاه صدمه بآن چیز برسد موضع دیگر شکسته، مکان موصول باو منکسر نمی‌گردد.